# Ackworth, Iowa
Ackworth är en ort (city) i Warren County i delstaten Iowa i USA. Orten hade 115 invånare, på en yta av 1,43 km² (2020).